# 최영아 (기상 캐스터)
최영아(1985년 12월 24일 ~ )는 대한민국의 사업가, 전 기상 캐스터이다. 2020년에도 아이엠영아를 설립하였다.

## 학력
- 한국외국어대학교 프랑스어과 (졸업)

## 경력
- 2009년 YTN 기상캐스터 (YTN 24)
- 2010년 10월 ~ 2013년 4월 KBS 기상캐스터
- 2020년 ~ 현재 아이엠영아 대표